# Rifat Chadirji
Rifat Chadirji (en arabe : رفعت الجادرجي Rifa'a al-Khādarjī, également romanisé Rifa'at Al Chaderchi), né le 6 décembre 1926 à Bagdad et mort le 10 avril 2020 à Londres, est un architecte, photographe, auteur et activiste irakien.
Souvent considéré comme le père de l'architecture irakienne moderne, il a conçu plus de 100 bâtiments à travers le pays.

## Biographie
Rifat Chadirji naît en 1926 à Bagdad dans une famille influente. Son père, Kamil Chadirji, joue un rôle central dans la vie politique irakienne en tant que fondateur et président du Parti national démocratique.
En 1952, après avoir terminé sa formation d'architecte, Rifat Chadirji commence à travailler sur ce qu'il appelle ses « expériences architecturales ». Son architecture s'inspire des caractéristiques de l'architecture régionale irakienne, mais il souhaite également réconcilier la tradition avec les besoins sociaux contemporains.
Les premières œuvres de Rifat Chadirji sont fermement ancrées dans le discours tenu par les membres du Baghdad Modern Art Group, dont les sculpteurs Jawad Saleem et Mohammed Ghani Hikmat, et l'artiste-intellectuel Shakir Hassan Al Said . Ses créations reposent sur l'abstraction des concepts et des éléments des bâtiments traditionnels et sur leur reconstruction sous des formes contemporaines. Cependant les critiques soulignent que, bien qu'il soit favorable aux objectifs du groupe, Rifat Chadirji est essentiellement un moderniste dans l'âme.
Ses premières œuvres sont principalement des reconstructions de vieux bâtiments. En 1959, il est chargé de construire un monument public majeur, le monument au soldat inconnu, qui est par la suite détruit par le gouvernement baathiste de Saddam Hussein et remplacé par une statue de Saddam lui-même.
En 1974, à l'âge de 48 ans, il est emprisonné à vie pour avoir refusé de travailler sur un projet financé par le gouvernement pendant la présidence d'Ahmed Hassan al-Bakr.Cependant, après avoir passé près de deux ans dans la prison d'Abou Ghraib, il est libéré lorsque Saddam Hussein prend le pouvoir. Saddam souhaite que le meilleur architecte irakien supervise les préparatifs d'une conférence internationale qui doit se tenir à Bagdad en 1983 et contribue aux plans généraux visant à donner un nouveau visage à Bagdad. Il devient le consultant architectural d'Hussein pour la planification de la ville de Bagdad, pour la période 1982-1983. Pendant son emprisonnement, il a écrit un livre sur l'architecture intitulé Al Ukhaidir et le Crystal Palace, en utilisant des documents que sa femme avait introduits en contrebande à Abu Ghraib. Le livre est décrit comme un "ouvrage fondateur" sur le thème de l'architecture irakienne.
Dans les années 1980, Rifat Chadirji devient conseiller du maire, un rôle qui l' amène à superviser tous les projets de reconstruction à Bagdad. Il quitte l'Irak en 1983 pour occuper un poste universitaire à l'Université Harvard. Quelques années plus tard, à son retour à Bagdad, il est attristé par la détérioration de la ville. Les époux Chadirji décident de quitter définitivement l'Irak s'installent à Londres, où il réside jsqu'à son décès.
Avec son père, il photographie une grande partie de Bagdad ainsi que la région plus vaste englobant l'Irak et la Syrie. Ils craignent que l'architecture et les monuments régionaux ne soient perdus à cause du nouveau développement lié au boom pétrolier. En 1995, il publie un livre des précieuses photographies de son père. Le poste de son père en tant qu'homme politique lui permet d'entrer en contact avec des personnes et d'accéder à des endroits qui auraient pu être difficiles d'accès pour d'autres photographes.
Rifat Chadirji est athée. Il explique avoir compris, après avoir étudié la philosophie avec sa femme, que les religions sont issues de la magie. Il déclare respecter toutes les religions et demande que des prières ne soient pas faites pour lui après sa mort et que son corps soit incinéré.
Chadirji meurt des suites de la COVID-19 à Londres le 10 avril 2020, à l'âge de 93 ans,. Le Premier ministre irakien désigné Mustafa Al-Kadhimi et le président irakien Barham Salih lui rendent hommage.